# Segundo Gómez
Segundo Nepomuceno Gómez, conosciuto anche con il cognome Luna (Santiago del Estero, 20 aprile 1902 – ...), è stato un calciatore argentino, di ruolo attaccante.

## Biografia
Gómez era uno dei fratelli Luna (oltre a lui, gli altri calciatori Nazareno, Ramón e Juan); portava un altro cognome poiché era nato da un padre diverso, ma era considerato a tutti gli effetti un Luna, tanto da essere conosciuto dalla maggior parte degli argentini con tale cognome.

## Caratteristiche tecniche
Giocava come ala sinistra.

## Carriera

### Club
Soprannominato Ita (parola in lingua quichua, comune nel Nord dell'Argentina), Gómez si formò calcisticamente nell'Estudiantes di Santiago del Estero. Visse l'apice della sua carriera nel biennio 1927-1928; primo giocatore della sua provincia a essere convocato in Nazionale, giocò un ruolo importante nella conquista della Copa Presidente de la Nación, conferita alla vincitrice del torneo tra province. In tale torneo partecipò con la Liga Cultural de Fútbol, la squadra di Santiago del Estero, giocando da titolare e realizzando alcune reti. Questa vittoria portò a molti degli elementi di quella squadra, tra cui i fratelli Nazareno e Ramón Luna e Luis Díaz, notorietà e ingaggi da parte di club maggiormente prestigiosi. Segundo Gómez passò invece al Mitre, rimanendo all'interno della sua provincia natale; di tale club divenne uno dei giocatori di maggior spicco. Giocò poi un incontro per il Rosario Central, affiancando i due fratelli Nazareno e Ramón. Tra il 1929 e il 1930 Gómez giocò nel Newell's Old Boys.

### Nazionale
Convocato per il Campeonato Sudamericano del 1927,  Gómez debuttò in Nazionale il 30 ottobre 1927 contro la Bolivia. In quella gara figurò come migliore in campo, in virtù della doppietta da lui realizzata al 18º e al 56º minuto. Figurò poi nella formazione che il 20 novembre affrontò l'Uruguay; anche in tale incontro andò a segno, portando il risultato sul 2-1 per la sua squadra. Al termine della manifestazione poté fregiarsi del titolo continentale e di quello di miglior marcatore del torneo, a pari merito con altri quattro giocatori. Nel 1928 tornò a far parte dei convocati dell'Argentina: il commissario tecnico José Lago Millán lo chiamò per integrare la rosa dei partecipanti a Amsterdam 1928. In tale competizione, però, non debuttò mai, chiuso com'era dalla presenza di Orsi.

## Statistiche

### Cronologia presenze e reti in nazionale
| Cronologia completa delle presenze e delle reti in nazionale ― Argentina | Cronologia completa delle presenze e delle reti in nazionale ― Argentina | Cronologia completa delle presenze e delle reti in nazionale ― Argentina | Cronologia completa delle presenze e delle reti in nazionale ― Argentina | Cronologia completa delle presenze e delle reti in nazionale ― Argentina | Cronologia completa delle presenze e delle reti in nazionale ― Argentina | Cronologia completa delle presenze e delle reti in nazionale ― Argentina | Cronologia completa delle presenze e delle reti in nazionale ― Argentina |
| Data                                                                     | Città                                                                    | In casa                                                                  | Risultato                                                                | Ospiti                                                                   | Competizione                                                             | Reti                                                                     | Note                                                                     |
| ------------------------------------------------------------------------ | ------------------------------------------------------------------------ | ------------------------------------------------------------------------ | ------------------------------------------------------------------------ | ------------------------------------------------------------------------ | ------------------------------------------------------------------------ | ------------------------------------------------------------------------ | ------------------------------------------------------------------------ |
| 30/10/1927                                                               | Lima                                                                     | Argentina                                                                | 7 – 1                                                                    | Bolivia                                                                  | Campeonato Sudamericano de Football                                      | 2                                                                        |                                                                          |
| 20/11/1927                                                               | Lima                                                                     | Argentina                                                                | 3 – 2                                                                    | Uruguay                                                                  | Campeonato Sudamericano de Football                                      | 1                                                                        |                                                                          |
| Totale                                                                   |                                                                          | Presenze                                                                 | 2                                                                        |                                                                          | Reti                                                                     | 3                                                                        |                                                                          |

## Palmarès

### Club
- Copa Nicasio Vila: 1

Newell's: 1929

### Nazionale
- Campeonato Sudamericano de Football: 1

Perù 1927
- Argento olimpico: 1

Amsterdam 1928

### Individuale
- Capocannoniere del Campeonato Sudamericano de Football: 1

Perù 1927 (3 gol)